# Joventut Valencianista
|  | Aquest article tracta sobre el grup fundat en 1908. Si cerqueu l'associació fundada en 1992, vegeu «Joventut Valencianista (1992)». |

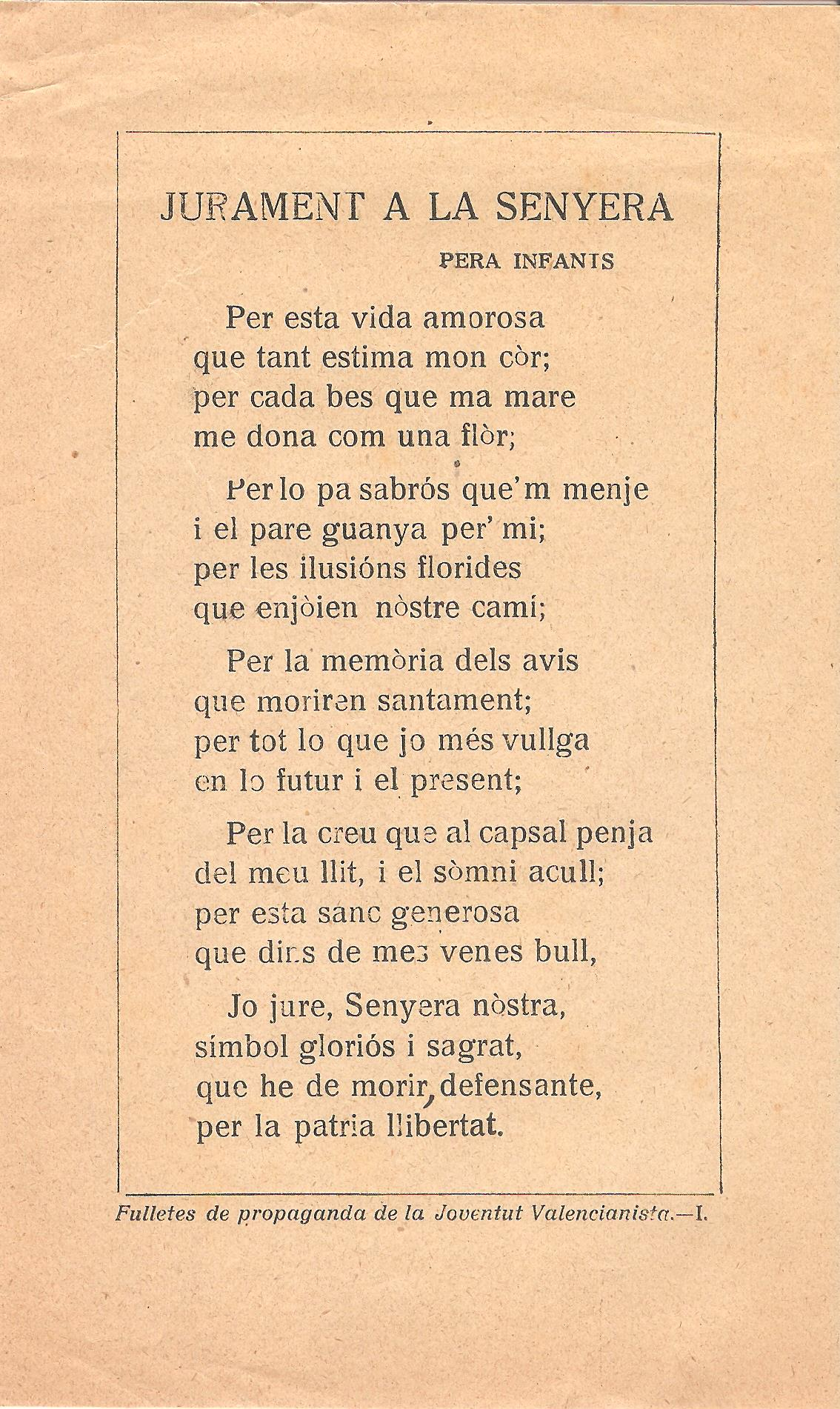
Full volant amb un poema dedicat a la Bandera del País Valencià

Joventut Valencianista (JV) fou el primer grup obertament nacionalista del País Valencià, fundat el 1908 per sectors escindits de València Nova, llavors anomenada Centre Regionalista Valencià. A Joventut Valencianista van participar Miquel Duran de València, Marià Ferrandis i Agulló, Salvador Ferrandis i Luna, Enric Navarro i Borràs, Adolf Pizcueta i Alonso, Vicent Tomàs i Martí, Ignasi Villalonga i Villalba, Eduard Martínez-Sabater i Seguí i Jacint Maria Mustieles i Perales de Verdonces.
El seu objectiu era valencianitzar els partits polítics existents, sense aconseguir-ho. El 1914 va reorganitzar-se, fent públic el seu programa on exigia l'autonomia política i administrativa pel País Valencià, ensenyament gratuït i obligatori i instauració d'un servei militar voluntari, postulació del crèdit agrícola, i rebaixes de les tarifes ferroviàries i marítimes.
L'any 1918 l'associació va editar una Síntesi del criteri valencianista escrit que es considera el primer text teòric del valencianisme d'arrel catalanista.
Fou dissolt durant la Dictadura de Miguel Primo de Rivera. En 1992 diversos joves provinents de les Joventuts d'Unió Valenciana van fundar una nova associació amb el mateix nom.